# Walter Simons
Pour les articles homonymes, voir Simons.
Walter Simons est un juriste et homme d'État allemand, né le 24 septembre 1861 à Elberfeld (aujourd'hui district de Wuppertal) et mort le 14 juillet 1937 à Nowawes, Babelsberg (aujourd'hui Potsdam).
Il est ministre des Affaires étrangères entre 1920 et 1921.

## Biographie

### Jeunesse et études
Walter Simons naît à Ebensfeld, où son père Louis Simons est industriel. Sa mère Helene Kyllmann est la fille d'un grand propriétaire terrien, député au Landrat. Il est formé à l'humanisme et est influencé par le piétisme luthérien. Après des études d'histoire et de philosophie, il poursuit par des études d'économie et de droit grâce à l'influence de son professeur Rudolph Sohm. C'est ainsi qu'il fréquente les universités de Strasbourg, de Leipzig et de Bonn. Il commence sa carrière juridique en 1882 en tant que stagiaire. Il épouse Erna Rühle le 21 mai 1891 à Bonn. Le couple aura plusieurs enfants dont Hans né en 1893 et Tula née en 1905.
Il est le père du juriste Hans Simons (de), le beau-père d'Ernst Rudolf Huber et le grand-père du théologien Wolfgang Huber (de). 

### Juriste
Il devient premier juge du tribunal d'instance de Velbert, puis à Meiningen de 1897 à 1905. Il prend son métier de juge comme une mission sacrée où « il dispose en tant que juge de la confiance générale de toutes les couches du peuple souffrant d'un "droit malade" ». En 1905, il devient Oberlandesgerichtsrat à Kiel puis occupe plusieurs postes au sein de l'Office du Reich à la Justice. Ses différents emplois lui permettent de réfléchir de manière profonde sur le droit qui n'est pas encore unifié sur tout le territoire. En 1911, il est engagé par le ministère des Affaires étrangères au titre de directeur du service juridique puis devient chef de la chancellerie impériale en octobre 1918 après que Max von Baden l'a appelé. Après la guerre, il est commissaire général au sein de la délégation allemande à Versailles puis démissionne, refusant en bloc le traité de Versailles. 
Par la suite, il dirige la Fédération des industriels allemands. Du 5 juin 1920 au 4 mai 1921, il intègre le cabinet Fehrenbach comme ministre des Affaires étrangères mais ne représente aucun parti dans ce gouvernement de coalition regroupant le Zentrum, le DDP et le DVP. Lors des conférences de Spa de juillet 1920 et de Londres (de) en mars 1921, il représente l'Allemagne dont il dirige à chaque fois la délégation.

### Carrière politique

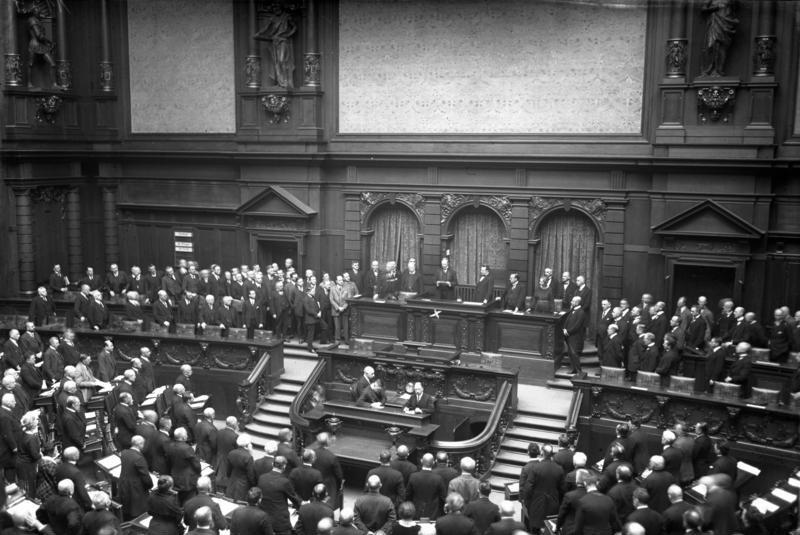
Prise de fonction de Simons en tant que Reichspräsident par intérim.

De 1922 à 1929, le président Friedrich Ebert le nomme président du tribunal impérial de Leipzig et c'est parce qu'il est à ce poste qu'après la mort d'Ebert jusqu'à la prise de fonction d'Hindenburg, du 11 mars 1925 au 12 mai 1925, Walter Simons assure les fonctions du président du Reich, conformément à l'article 51 de la Constitution de Weimar. À l'occasion de l'élection présidentielle anticipée, le nom de Simons revient à plusieurs reprises comme candidat. Toutefois, les différentes réflexions au sein des partis échouent.
En novembre 1926, il tient avec succès une conférence sur la « crise de confiance de la justice allemande ». Il y retourne les reproches faits par les sociaux-démocrates et les démocrates du DDP contre des jugements rendus par la justice de Weimar et parle d'une crise de la confiance en la justice de l'État allemand déclenchée par une politique personnelle favorisant les démocrates. Il attaque tout spécialement l'Union républicaine des juges fondée par Hugo Sinzheimer (de), Robert Kempner, Fritz Bauer et Ernst Fraenkel. Selon lui, les sociaux-démocrates ne pourront jamais, en raison de leurs « obstacles intérieurs », devenir des juges puisqu'ils se considèrent moins obligés par le droit que par la lutte des classes. Le ministre de la Justice Gustav Radbruch (SPD) lui répond alors dans la controverse qui s'ensuit que la lutte des classes d'en haut est plus nuisible que la lutte des classes sociale-démocrate, étant donné qu'elle se déroule inconsciemment et est privée de tout autocensure et de toute autocritique .

### Enseignement et contact avec le NSDAP
Il quitte son poste au tribunal impérial en 1929 pour protester contre l'ingérence du gouvernement qu'il considère comme contraire à la constitution. Il rejoint alors l'université de Leipzig en tant que professeur de droit international. En plus de son affiliation au comité de l'Église évangélique allemande et de 1925 à 1935, il est président du Congrès évangélique et social. Sur le plan international, il représente la confession luthérienne à la conférence œcuménique mondiale de Stockholm en 1925.
Avec Hans von Seeckt et Wilhelm Solf, il forme la tête du club SeSiSo qui organise, souvent avec la Deutsche Gesellschaft 1914 présidée par Wilhelm Solf, des manifestations culturelles pour la bourgeoisie libérale au sein de l'hôtel Kaiserhof, lieu fréquenté par beaucoup de nationaux-socialistes. Une rencontre a lieu lors de la prise de pouvoir d'Hitler, il ne cessera de mettre de la distance avec les nazis.
Il meurt le 14 juillet 1937. Il repose au cimetière de Stahnsdorf.

## Distinctions et honneurs
- 1930 : Membre d'honneur de la Société américaine pour le droit international
- 1931 : Bouclier de l'aigle du Reich allemand
- 1993 : la place devant de tribunal d'instance de Velbert prend son nom

## Œuvres
- Christentum und Verbrechen, 1925
- Religion und Recht (Vorlesungen gehalten an der Universität Uppsala), Berlin-Tempelhof 1936
- Kirchenvolk und Staatsvolk, Leipziger rechtswissenschaftliche Studien Bd. 100, Leipzig 1937